# Александра Ніпел
Александра Ніпел (англ. Alexandra Niepel; нар. 24 серпня 1970) — колишня британська тенісистка. Найвищу одиночну позицію світового рейтингу — 431 місце — досягла 3 липня 1989 року, парну — 217 місце — 30 січня 1989 року. Здобула три парні титули.

## Фінали ITF

### Одиночний розряд: 1 (0–1)
| Результат | Ранг | Дата             | Турнір          | Покриття | Суперниця    | Рахунок  |
| --------- | ---- | ---------------- | --------------- | -------- | ------------ | -------- |
| Поразка   | 1.   | 6 листопада 1988 | Мекнес, Марокко | Ґрунт    | Agnès Romand | 2–6, 2–6 |

### Парний розряд: 10 (3–7)
| Результат | Ранг | Дата              | Турнір                          | Покриття | Партнерка          | Суперниці                      | Рахунок       |
| --------- | ---- | ----------------- | ------------------------------- | -------- | ------------------ | ------------------------------ | ------------- |
| Поразка   | 1.   | 8 травня 1988     | Борнмут, Велика Британія        | Ґрунт    | Саллі Годмен       | Анн Сімпкін Джой Тейкон        | 3–6, 3–6      |
| Перемога  | 1.   | 15 травня 1988    | Бат (Англія), Велика Британія   | Ґрунт    | Саллі Годмен       | Анн Сімпкін Джой Тейкон        | 6–3, 6–2      |
| Поразка   | 2.   | 17 жовтня 1988    | Азорські острови, Португалія    | Тверде   | Керолайн Біллінгем | Гелена Дальстрем Анне Аалонен  | 3–6, 3–6      |
| Поразка   | 3.   | 6 листопада 1988  | Мекнес, Марокко                 | Ґрунт    | Кає Генд           | Agnès Barthélémy Agnès Romand  | Unknown       |
| Поразка   | 4.   | 13 листопада 1988 | Фес, Марокко                    | Ґрунт    | Саллі Тіммс        | Agnès Barthélémy Agnès Romand  | 7–6, 2–6, 0–1 |
| Поразка   | 5.   | 12 лютого 1989    | Берген, Норвегія                | Тверде   | Белінда Борнео     | Гелен Йонссон Малін Нільссон   | 3–6, 1–6      |
| Перемога  | 2.   | 8 травня 1989     | Лі-он-Солент, Англія            | Ґрунт    | Джо Луїс           | Амі ван Бюрен Белінда Борнео   | 6–3, 6–2      |
| Перемога  | 3.   | 19 червня 1989    | Мадейра (архіпелаг), Португалія | Тверде   | Інгелісе Дрігейс   | Петра Голубова Алісе Ногачова  | 6–3, 6–1      |
| Поразка   | 6.   | 27 листопада 1989 | Будапешт, Угорщина              | Килим    | Кароліна Шнайдер   | Агнесе Густмане Таня Гаусшилдт | 3–6, 6–1, 1–6 |
| Поразка   | 7.   | 21 січня 1990     | Джакарта, Індонезія             | Тверде   | Керолайн Біллінгем | Яюк Басукі Сузанна Вібово      | w/o           |